# 沙溪街道
沙溪街道，是中华人民共和国四川省南充市阆中市下辖的一个乡镇级行政单位。

## 行政区划
沙溪街道下辖以下地区：
拥军街社区、神门关社区、兰家坝社区、滕王阁社区、盘龙村、大河梁村、清溪村、嘉陵村、金鼓村、五丰村、洞子口村、青包山村和瓦口隘村。